# Eduardo Trejos Lalli
Eduardo Octavio Trejos Lalli (San José, 15 de diciembre de 1972) es un internacionalista, consultor y político costarricense. Trejos es el actual directivo costarricense ante el Banco Centroamericano de Integración Económica. Ha ejercido como Director de Inteligencia y Seguridad del país y ha ejercido el cargo de Viceministro Administrativo del Ministerio de Relaciones Exteriores y Culto, Ministro de Relaciones Exteriores interino y embajador de Costa Rica ante Nicaragua.

## Vida personal y estudios
Hijo de Alfonso Trejos Willis (costarricense) y Susana Lalli Giménez (argentina), Trejos nació en San José. Trejos es soltero y tiene un hijo. Trejos cursó Relaciones Internacionales con especialización en comercio exterior.

## Carrera política
Trejos se ha desempeñado como consultor independiente y asesor parlamentario. Ingresa a trabajar en la Cancillería como asesor del Vicecanciller en el período 1998-2000 donde ejerció la Dirección de Política Exterior, donde también sirvió de enlace con la Asamblea Legislativa de Costa Rica y la negociación con la Unión Europea. Entre 2000 y 2002 pasó al Ministerio de Turismo donde fue jefe de despacho del ministro.
En 2003 fue encargado de negociación entre Costa Rica y Nicaragua para el Proyecto Procuenca del Río San Juan, investigador del Programa de Alta Dirección Pública del INCAE en 2004. 
Ingresa al Partido Acción Ciudadana en 2005 y funge como asesor en el despacho de la diputada Ruth Montoya Rojas. Posteriormente fue director de Asesores de la bancada del Partido Acción Ciudadana y asesor principal de la Jefatura de Fracción. Entre 2010 y 2014 fue consultor independiente para el Programa  de la Sociedad de la  Información y el Conocimiento (PROSIC) de la Universidad  de Costa  Rica, el Banco Interamericano de Desarrollo y el Institute of Development Studies.
Trejos fue nombrado Viceministro administrativo en el Ministerio de Relaciones Exteriores desde el 8 de mayo de 2014 durante la administración Solís Rivera. Durante su gestión como canciller interino le correspondió dirigir la III Cumbre de la CELAC auspiciada por Costa Rica, y el Taller Iberoamericano sobre Ayuda Descentralizada, entre otras cosas.
Asume el cargo de embajador costarricense en Managua, Nicaragua, a partir del 18 de agosto de 2016 tras que el anterior titular, Javier Sancho Bonilla, se jubilara. Durante la gestión diplomática Trejos aseguró «sentirse satisfecho» por la labor que describió como «mejorar las relaciones comerciales entre ambos países. Además de agilizar procesos de entrega de visa en el consulado de Nicaragua, mediante la implementación de un proceso de cita previa.» Trejos fue nombrado Director de la Dirección de Inteligencia y Seguridad de Costa Rica en la administración de Carlos Alvarado Quesada. Trejos manifestó a la prensa su interés de reformar la DIS, para lo que tomó en consideración un proyecto de ley para convertirla en la Dirección de Inteligencia Estratégica Nacional (DIEN), mismo que fue planteado durante la administración Solís y sometido a estudio dentro del Congreso.
Trejos también se ha desempeñado como profesor de teoría del estado y actualidad internacional en la Universidad Latina de Costa Rica.

## Publicaciones
- Investigación sobre el proceso de competencia en telecomunicaciones para el PROSIC de la  Universidad de Costa  Rica del 2010, 2011 y 2012.
- Investigación sobre el proyecto del Acuerdo Social  Digital presentado por el Gobierno de la República en junio del 2011 y su relación con los fondos del FONATEL, UCR-Fundevi 2012
- "Política, desarrollo y bienestar.  La visión de diversos actores de la sociedad costarricense en el 2011" Primera edición FLACSO diciembre 2011
- Informe institucional para la OEA del Proyecto Procuenca San Juan. 2003
- La Incorporación de Uruguay como Estado Miembro del MERCOSUR. 1998 (tesis de Grado)